# Front Démocratique Révolutionnaire pour la Libération de l'Arabistan
Le Front Démocratique Révolutionnaire pour la Libération de l'Arabistan est une organisation indépendantiste arabe d'Iran créé en 1979, notamment connue pour ses actions lors de l'opération Nimrod à Londres, en 1980. Elle dirigée par Oan Ali Mohammed, tué dans cette même opération par le SAS.